# Centre Georges-Devereux
 (mai 2015).
Si vous disposez d'ouvrages ou d'articles de référence ou si vous connaissez des sites web de qualité traitant du thème abordé ici, merci de compléter l'article en donnant les références utiles à sa vérifiabilité et en les liant à la section « Notes et références ».
Le Centre Georges-Devereux a été fondé en janvier 1993 par l'ethnopsychiatre Tobie Nathan.
Situé au centre de Paris depuis 2008, c'est une unité universitaire de clinique psychologique — la première et encore à ce jour la seule en France dans un département ou dans une UFR de psychologie. Georges Devereux (1908-1985) est considéré comme le fondateur de cette discipline, qui propose une approche anthropologique des troubles psychologiques.

## Objectifs
Le Centre Georges-Devereux s'est structuré autour de :
- l'innovation technique en psychologie clinique,
- la création d'une véritable dynamique de recherche,
- la constitution d'une unité d'enseignement clinique en psychologie et
- l'organisation d'un pôle de formation.

En France, la recherche universitaire en psychologie clinique souffre, en règle générale, d'un grave déficit du fait de son inadaptation aux problèmes concrets des populations en souffrance et de l'absence de structures universitaires telles qu'elles existent dans de nombreux pays – cliniques psychologiques universitaires qui sont les véritables laboratoires de recherche en psychologie clinique.
De telles structures permettent en effet, dans toutes les Universités modernes, de réunir en un même lieu – et donc d'entraîner dans une même dynamique de pensée – enseignants, chercheurs, doctorants et étudiants.
Naguère essentiellement préoccupé de la santé mentale des populations migrantes, le Centre Georges Devereux a élargi ses champs cliniques, ses domaines d'interventions ainsi que ses terrains de recherche. Des prises en charge spécifiques et des recherches cliniques ont aussi été mises en place pour des groupes ou des populations spécifiques (personnes atteintes du virus de l'immunodéficience humaine (VIH), patients atteints d'obésité ou de boulimie, d'infertilité, personnes engagées dans des processus de transidentité, sortants de sectes…)
C'est au centre Georges-Devereux, véritable laboratoire de recherche, qu'ont été successivement inventés la consultation d'ethnopsychiatrie, les groupes de parole pour problèmes spécifiques (enfants de survivants, boulimiques, sortants de sectes, etc.), les psychothérapies à domicile, l'utilisation des objets thérapeutiques…

## Le dispositif clinique proprement dit
Une séance d'ethnopsychiatrie se déroule de la manière suivante : autour d'une famille, conduite au centre Georges-Devereux par l'un de ses référents institutionnels (assistante sociale, psychologue, médecin), se réunissent une dizaine de professionnels (en général psychologues cliniciens, mais aussi médecins, psychiatres, anthropologues, linguistes). Parmi ces professionnels, au moins l'un d'entre eux parle la langue maternelle de la famille et connaît, pour les avoir plus particulièrement étudiées, les habitudes thérapeutiques ayant cours dans l'environnement habituel de la famille. Les autres, souvent spécialistes d'autres régions, sont sensibilisés avant toute chose à l'importance des traditions thérapeutiques locales. Le référent qui a conduit la famille parle d'abord, explique ce qu'il attend de cette consultation, expose ce qui, à son sens, constitue les difficultés, les souffrances — bref, la problématique de la famille.
La consultation d'ethnopsychiatrie est surtout une procédure de traduction, favorisant l'expression dans la langue maternelle. C'est aussi un dispositif démocratique — la multitude d'intervenants permettant l'expression d'une multiplicité d'interprétations, et pouvant se rapprocher des processus à l'œuvre sous l'arbre à palabres.
Une séance d'ethnopsychiatrie peut durer trois heures ou même davantage ; il est rare qu'elle dure moins de deux heures. Les familles sont reçues gratuitement, deux à trois heures durant ; dix professionnels diplômés s’occupant activement des problèmes qui les affligent.
Les conséquences cliniques d'un tel dispositif sont de briser la répartition habituelle des expertises qui sont en règle générale : au patient la connaissance du développement singulier de son mal, au thérapeute celle de la maladie et des traitements. Dans une séance d'ethnopsychiatrie, au contraire, l'on peut voir se multiplier les statuts d'experts — expert clinique, certes, mais aussi expert de la langue, expert des coutumes, expert des systèmes thérapeutiques locaux de la région du patient, expert des systèmes thérapeutiques d'autres régions, expert de la souffrance singulière. Mais il s'agit aussi d'une procédure de démystification, entreprenant de démonter (de déconstruire) avec le patient les théories qui ont toujours été à l'origine des propositions thérapeutiques qui lui ont été proposées par le passé.
Plus question d'attribuer une nature au patient par un diagnostic puis d'interpréter son fonctionnement à partir d'une théorie. Il est ici le partenaire obligé, l'indispensable alter ego d'une recherche entreprise en commun. L'ethnopsychiatrie a pris l'habitude de repenser avec le patient tant sa souffrance singulière — ce que font habituellement, chacune à sa manière, les thérapies par la parole — que les théories qui ont contenu cette souffrance, qui l'ont construite, élaborée. Généraliser la logique de l'ethnopsychiatrie à tout patient, c'est postuler qu'il est l'interlocuteur privilégié de ce que la théorie du clinicien pense de lui.
La création d'une véritable dynamique de recherche en psychologie clinique devrait s'initier à partir de l'analyse la plus fine possible des techniques réelles des acteurs – qu'ils soient psychiatres, psychologues, travailleurs sociaux, mais aussi guérisseurs, prêtres ou gourous et non de la description, toujours arbitraire d'entités hypothétiques telles que… maladies mentales, structures psychiques, etc.
De telles recherches, commencent donc par se mettre à l'école des acteurs réels de la santé psychique pour ensuite éventuellement remonter vers la théorie de ces techniques avant d'en faire découler les modèles de fonctionnement – et non procéder à l'inverse. Il a semblé que cette manière de faire était la seule qui n'imposait pas le lit de Procuste des généralisations occidentales à l'infinie diversité de l'étiologie et des techniques thérapeutiques traditionnelles.
Le Centre Georges-Devereux est donc :
- un lieu de recherche sur la spécificité des souffrances psychologiques des populations migrantes et des populations spécifiques et sur leur prise en charge;
- un lieu de réflexion sur les modèles théoriques habituellement proposés en psychopathologie et en psychologie clinique;
- un lieu de regroupement et de diffusion des connaissances en ethnopsychiatrie et en psychopathologie transculturelle.